# Michael Breuer
Pour les articles homonymes, voir Breuer (homonymie).

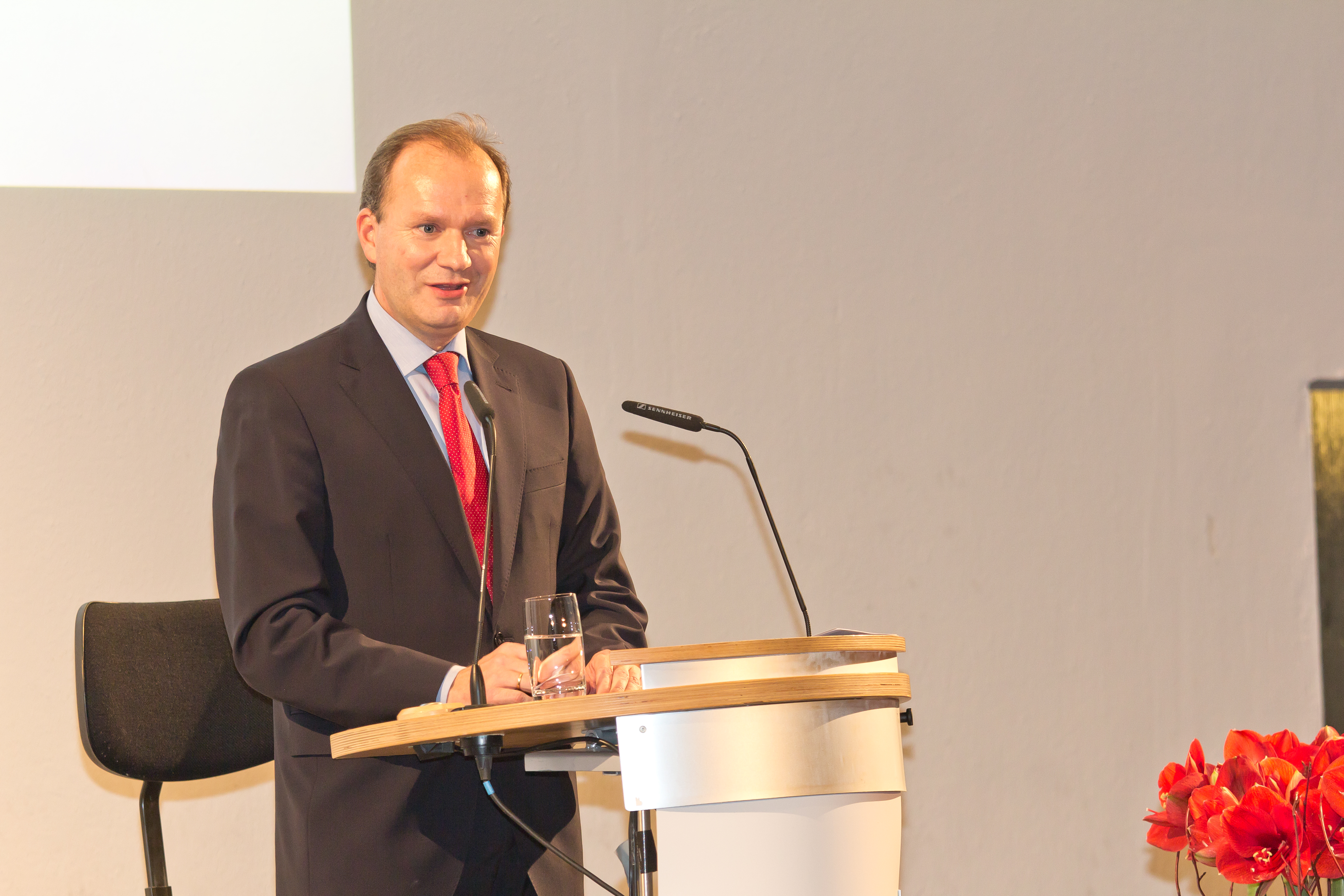
Michael Breuer parle à Alexandra Kassen lors de la cérémonie de remise du 2011

Michel Thomas Breuer (né le 2 octobre 1965 à Brühl) est président de l'Association rhénane des caisses d'épargne et des banques de virement (de) et homme politique allemand (CDU). Le 22 octobre 2007, il est élu à l'unanimité pour succéder à Karlheinz Bentele (de) à la présidence de l'Association des caisses d'épargne rhénanes. Il prend ses fonctions le 1er janvier 2008. Début 2008, il est également élu président du conseil de surveillance de la WestLB avec effet immédiat.

## Biographie
Michael Breuer grandit à Erftstadt-Ahrem et vit maintenant avec sa famille dans le quartier de Lechenich. En 1985, Breuer passe son examen Abitur à Lechenich. Après son service militaire à Münster et Lunebourg, il entreprend des études d'économie à l'Université de Bonn et travaille comme conseiller fiscal et auditeur. Il est membre de la CDU depuis 1983. Il commence sa carrière politique dans la Junge Union en tant que président d'arrondissement et de district. De 1999 à 2009, il est président de la CDU Rhin-Erft et président de l'association de district CDU Mittelrhein (Cologne, Bonn, Rhin-Erft, Leverkusen, Rhin-Sieg) .

## Mandats politiques
Michael Breuer est membre du Landtag de Rhénanie-du-Nord-Westphalie du 1er juin 1995 au 2 décembre 2007. Sa circonscription électorale comprend les villes de Brühl, Erftstadt et Wesseling dans l'arrondissement de Rhin-Erft. Au parlement, Breuer se fait surtout fait un nom dans la politique financière et budgétaire. Il attire également l'attention en tant que président de la Commission d'enquête parlementaire (PUA) lorsqu'il demande des explications au Premier ministre de l'époque, Wolfgang Clement (SPD).
Lors du changement de gouvernement en Rhénanie-du-Nord-Westphalie le 24 juin 2005, le ministre-président Jürgen Rüttgers (CDU) nomme Breuer ministre des Affaires fédérales et européennes (de). Après son élection à la présidence de l'Association des caisses d'épargne, il démissionne du cabinet ministériel et reçoit son acte de révocation le 24 octobre 2007. Son successeur au cabinet ministériel est Andreas Krautscheid (de). Il démissionne de son siège au parlement d'État le 1er décembre 2007.

## Adhésions
Michael Breuer est membre du conseil d'administration de la DekaBank Deutsche Girozentrale (de) et président de la Fondation de Rhénanie du Nord-Westphalie pour la protection de la nature, du patrimoine et de la culture (de)
Il est également trésorier de la Commission allemande des sépultures de guerre et vice-président du conseil de surveillance de SCHUFA Holding AG (de).